# Nglembu
Nglembu is een bestuurslaag in het regentschap Boyolali van de provincie Midden-Java, Indonesië. Nglembu telt 1924 inwoners (volkstelling 2010).